# Liphistius
Liphistius is een geslacht van spinnen uit de familie Liphistiidae.

## Soorten
- Liphistius albipes Schwendinger, 1995
- Liphistius batuensis Abraham, 1923
- Liphistius bicoloripes Ono, 1988
- Liphistius birmanicus Thorell, 1897
- Liphistius bristowei Platnick & Sedgwick, 1984
- Liphistius castaneus Schwendinger, 1995
- Liphistius dangrek Schwendinger, 1996
- Liphistius desultor Schiödte, 1849
- Liphistius endau Sedgwick & Platnick, 1987
- Liphistius erawan Schwendinger, 1996
- Liphistius fuscus Schwendinger, 1995
- Liphistius isan Schwendinger, 1998
- Liphistius jarujini Ono, 1988
- Liphistius johore Platnick & Sedgwick, 1984
- Liphistius kanthan Platnick, 1997
- Liphistius lahu Schwendinger, 1998
- Liphistius langkawi Platnick & Sedgwick, 1984
- Liphistius lannaianus Schwendinger, 1990
- Liphistius laruticus Schwendinger, 1997
- Liphistius lordae Platnick & Sedgwick, 1984
- Liphistius malayanus Abraham, 1923 (Gelede spin)
  - Liphistius malayanus cameroni Haupt, 1983
- Liphistius marginatus Schwendinger, 1990
- Liphistius murphyorum Platnick & Sedgwick, 1984
- Liphistius nesioticus Schwendinger, 1996
- Liphistius niphanae Ono, 1988
- Liphistius ochraceus Ono & Schwendinger, 1990
- Liphistius onoi Schwendinger, 1996
- Liphistius ornatus Ono & Schwendinger, 1990
- Liphistius owadai Ono & Schwendinger, 1990
- Liphistius panching Platnick & Sedgwick, 1984
- Liphistius phileion Schwendinger, 1998
- Liphistius phuketensis Schwendinger, 1998
- Liphistius pusohm Schwendinger, 1996
- Liphistius rufipes Schwendinger, 1995
- Liphistius sayam Schwendinger, 1998
- Liphistius schwendingeri Ono, 1988
- Liphistius sumatranus Thorell, 1890
- Liphistius suwat Schwendinger, 1996
- Liphistius tempurung Platnick, 1997
- Liphistius tenuis Schwendinger, 1996
- Liphistius thaleban Schwendinger, 1990
- Liphistius tham Sedgwick & Schwendinger, 1990
- Liphistius thoranie Schwendinger, 1996
- Liphistius tioman Platnick & Sedgwick, 1984
- Liphistius trang Platnick & Sedgwick, 1984
- Liphistius yamasakii Ono, 1988
- Liphistius yangae Platnick & Sedgwick, 1984